# Hybosorus crassus
Hybosorus crassus är en skalbaggsart som beskrevs av Johann Christoph Friedrich Klug 1855. Hybosorus crassus ingår i släktet Hybosorus och familjen Hybosoridae. Inga underarter finns listade i Catalogue of Life.